# Parasyscia wighti
Parasyscia wighti (лат.) — вид муравьёв рода Parasyscia (ранее в Cerapachys) из подсемейства Dorylinae.

## Распространение
Встречаются в Южной Азии: юго-запад Индии (штат Керала, Salim Ali Bird Sanctuary; Silent valley national park; Periyar tiger reserve) и Непал.

## Описание
Мелкие муравьи красновато-коричневого цвета (ноги и усики светлее; длина менее 5 мм). От большинства индийских видов можно отличить на основании больших скученных точек на дорзуме его головы, диаметр которых равен или превышает среднее расстояние, разделяющее их. P. wighti имеет большинство общих признаков с Parasyscia indica, у которой также есть большие скученные точки на дорзуме головы. Другие отличия: P. wighti меньше по размеру (ширина головы менее 0,59 мм), имеет более светлую окраску тела и уменьшенные глаза (длина глаз 0,05 мм), в то время как P. indicus больше по размеру (ширина головы 0,77 мм), с более тёмной окраской тела и большими глазами (длина глаз 0,24 мм). Усики 12-члениковые с булавой, скапус короткий. Головной индекс рабочих (CI, соотношение ширины головы к длине × 100): 83—84. Длина головы рабочих 0,69—0,71 мм, длина скапуса 0,38—0,40 мм, ширина головы 0,58—0,59 мм. Индекс скапуса рабочих (SI, соотношение длины скапуса к длине головы × 100): 65—67. Предположительно, как и другие виды рода, мирмекофаги.
Вид был впервые описан в 2013 году индусскими энтомологами Химендером Бхарти (Himender Bharti) и Шахидом Али Акбаром (Shahid Ali Akbar; Department of Zoology & Environmental Sciences, Punjabi University, Patiala, Индия) под названием Cerapachys schoedli Bharti & Ali Akbar, 2013. Видовое название C. wighti дано в честь шотландского ботаника Роберта Уайта (Robert Wight, 1796—1872), который исследовал этот район Индии в 1847 году.
С 2016 года в составе рода Parasyscia.